# Allison Model 250
L’Allison Model 250, désormais connu sous le nom de Rolls-Royce M250 (désignations militaires américaines Allison T63 et T703), est une famille de turbomoteurs à très grand succès, développée à l'origine par la société américaine Allison Engine Company au début des années 1960. Il est produit par Rolls-Royce depuis le rachat d’Allison par le constructeur britannique en 1995.
Plus de 30 000 exemplaires de ce moteur ont été assemblés depuis ses débuts. En 2012, le coût unitaire de ces moteurs était de 323 400 $ pour un 250-C20B et 265 600 $ pour un 250-C30R/3

## Conception et développement
En 1958, la division Detroit Diesel Allison de General Motors fut choisie par l’US Army pour développer un nouveau turbomoteur léger pour équiper un avion d'observation léger, alors désigné « Light Observation Aircraft » project (LOA), devant remplacer le Cessna O-1A Bird Dog. À ce moment, l'armée de terre américaine n'était pas encore sûre de son choix, entre un appareil de type voilure fixe ou voilure tournante, et Allison choisit donc de considérer les deux options dans la mise en place de son futur projet. Les études de conception entreprises tinrent compte d'une très large plage de configurations mécaniques possibles, que ce soit pour un turbopropulseur ou une turbine à gaz. Le point culminant de ces travaux furent le test et la mise en route d'un premier prototype, désigné YT63-A-3, en avril 1959.
Finalement, en 1960, l’US Army se décida à employer une plateforme à voilure tournante, qui donnera lieu au programme LOH (pour « Light Observation Helicopter » (en)). L'YT63-A-3 vola pour la première fois dans un Bell 47 modifié en février 1961. Une version modifiée du moteur, l’YT63-A-5, avec la tuyère d'échappement pointant vers l'avant, pour éviter les feux de brousailles, suivit rapidement. Cette version, tarée à 250 ch, passa les tests de qualification du modèle en septembre 1962. Le Model 250 était né. En parallèle, le concept de l'Hughes OH-6 Cayuse fut sélectionné comme vainqueur du concours pour le programme LOH, en mai 1965.
Le coût de développement du programme du Model 250 fut de 6,4 millions de dollars de 1958, soit l'équivalent de 52 580 392 dollars de 2015.
L'aspect général et la disposition des éléments principaux du Model 250 n'est pas sans rappeler ceux d'un autre moteur, le Klimov GTD-350, d'origine soviétique et conçu au même moment.

## Caractéristiques

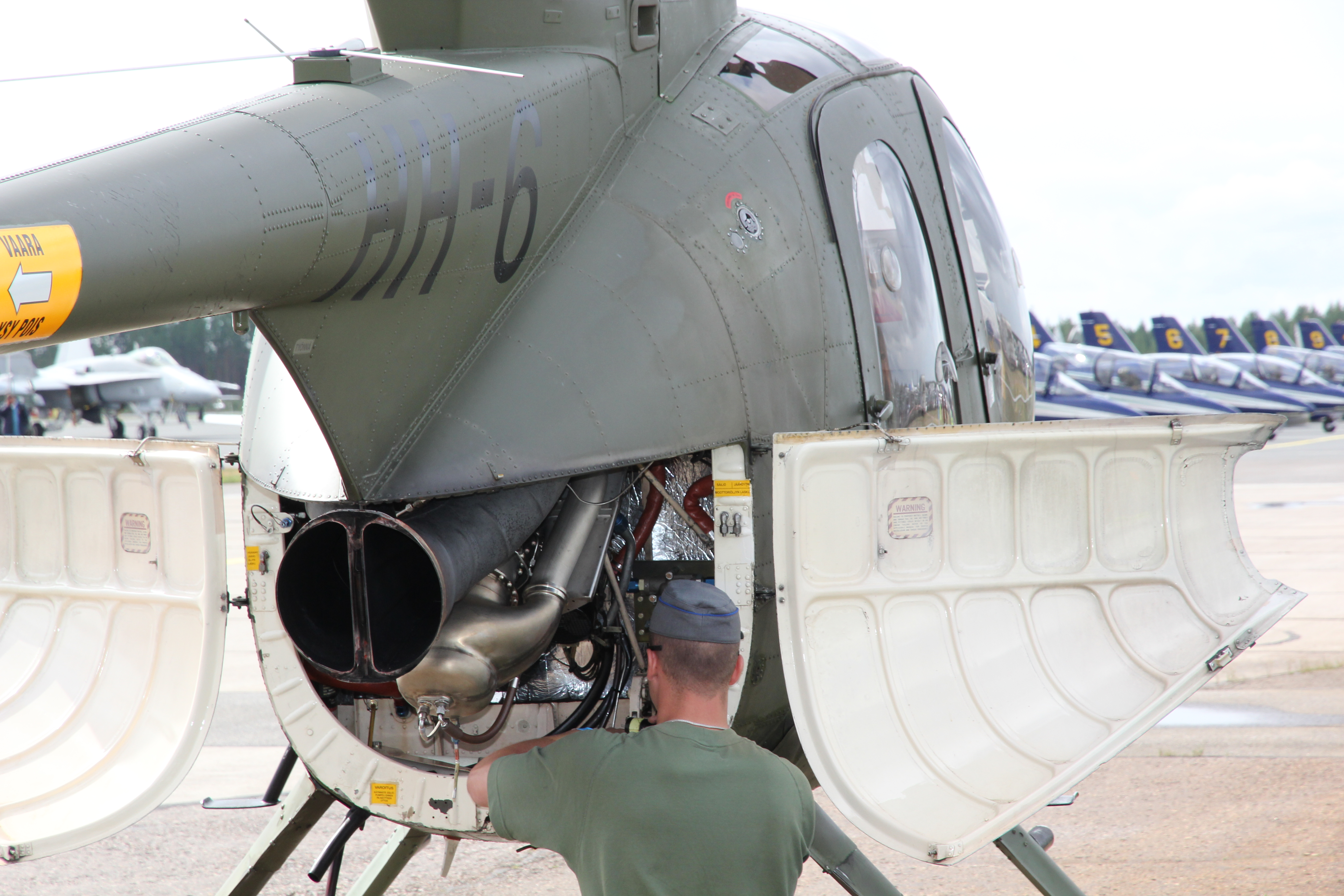
Moteur Allison Model 250 d'un Hughes MD 500 Defender de l'armée finlandaise, en 2014.

### Choix de l'architecture principale
Allison adopta une configuration de moteur à flux inversé (en « reverse flow ») pour son Model 250 : Bien que l'air arrive dans l'entrée d'air et le compresseur de manière traditionnelle, l'air comprimé quittant le diffuseur du compresseur centrifuge est amené vers l'arrière par une conduite disposée autour de la section de la turbine, avant d'être tourné à 180° vers la chambre de combustion.
Les gaz chauds produits par la combustion se dilatent à travers la turbine haute pression à deux étages (un seul sur les premières versions), qui est reliée au compresseur via l'arbre de transmission HP. Les gaz chauds continuent alors à se dilater à travers les deux étages de puissance de la turbine, qui génèrent du couple sur un arbre de sortie pour l'aéronef à propulser. Un mini-arbre coaxial connecte la turbine de puissance à une boîte d'engrenages réducteurs compacte, située à l'intérieur du moteur entre le compresseur centrifuge et le système d'échappement (ensembre turbines HP et de puissance). Cette boîte donne une vitesse de rotation en sortie de 6 000 tr/min. Le flux d'échappement est ensuite dévié de 90° vers le haut pour sortir du moteur verticalement à travers deux tuyères jumelles, en deux flux séparés en V.
Une caractéristique très intéressante du Model 250 est sa construction modulaire, qui simplifie énormément les opérations de réparation et de maintenance du moteur. Sa conception reverse flow participe également beaucoup à la simplification de ces tâches, en particulier en ce concerne les actions entreprises sur les parties chaudes du moteur : chambre de combustion, turbines, allumeurs, injecteurs, etc.

### Évolution de l'architecture interne du moteur
Les premières versions produites de ce moteur avaient un compresseur axial à 7 étages, monté sur l'arbre de transmission haute-pression (HP), et qui suralimentait un compresseur centrifuge ayant un taux de compression relativement faible. Un exemple typique est le 250-C20B, avec un taux de compression de 7 : 1 et un débit d'air de 1,8 kg/s, et développant une puissance de 420 HP (313 kW) en sortie d'arbre.
L'une des dernières versions du 250 est le 250-C40, qui ne possède plus qu'un compresseur centrifuge mais dispose d'un taux de compression de 9,2 : 1 et d'un débit d'air de 2,8 kg/s. La puissance développée est désormais de 715 HP (533 kW) sur l'arbre.

## Utilisation
Le Model 250 équipe un grand nombre d'hélicoptères, de petits avions et même une moto (la MTT Turbine Superbike (en)). En 2016, plus de 30 000 unités de ce moteur ont été produites, dont il resterait approximativement 16 000 unités encore en service, faisant du Model 250 l'un des moteurs les plus vendus conçus par Allison (bien qu'actuellement vendus par Rolls-Royce).
Selon le site officiel du constructeur Rolls-Royce, ce moteur a accumulé plus de 220 millions d'heures de vol depuis le début de sa carrière.

## Versions
- 250-B15
- 250-B15A
- 250-B15C
- 250-B15G
- 250-B17
- 250-B17B
- 250-B17C
- 250-B17D
- 250-B17Fg
- 250-B17F/1
- 250-B17F/2
- 250-C10D
- 250-C18
- 250-C18A
- 250-C20
- 250-C20B
- 250-C20F
- 250-C20J
- 250-C20R
- 250-C20R/1
- 250-C20R/2
- 250-C20R/4
- 250-C20S
- 250-C20W
- 250-C22B
- 250-C28
- 250-C28B
- 250-C28C
- 250-C30
- 250-C30G
- 250-C30G/2
- 250-C30M
- 250-C30P
- 250-C30R
- 250-C30R/3
- 250-C30R/3M
- 250-C30S
- 250-C30U
- 250-C34
- 250-C40B
- 250-C47B
- 250-C47E
- 250-C47M
- T63-A-5
- T63-A-5A
- T63-A-700
- T63-A-720
- T703-AD-700
- Soloy Turbine-Pac : En fait deux unités 250-C20S entraînant une hélice via une boîte à engrenages commune. Les moteurs peuvent toutefois opérer séparément.

## Applications
Preuve de son immense succès, le Model 250 équipe plus de 170 modèles d'appareils civils et militaires de par le monde. Voici une liste non exhaustive :

### Aéronefs à voilure fixe
- Aermacchi M-290 RediGO
- BAE Systems Mantis (en)
- Beechcraft Bonanza (conversions « Prop-jet »)
- Britten-Norman BN-2T Turbine Islander
- Britten-Norman Defender
- Extra EA-500 (en)
- Fuji T-5
- Fuji T-7
- GAF Nomad
- Gippsland GA10
- Grob G 120TP (en)
- Partenavia AP.68TP, versions « Spartacus » & « Viator »
- RFB Fantrainer
- SIAI-Marchetti SF.260TP
- SIAI-Marchetti SM.1019 (en)
- Soloy Cessna 206 et 207 conversion « turbine »
- Cessna P210 « Silver Eagle », modifié par O&N Aircraft Modifications

### Voilures tournantes
- Agusta A109A
- Bell 206B/L/LT
- Bell 407
- Bell 222SP
- Bell 230
- Bell 430 (en)
- Bell OH-58 Kiowa
- Bell YOH-4 (en)
- Boeing AH-6 (en)
- Cicaré CH-14 (en)
- Enstrom 480 (en)
- Eurocopter AS350 Soloy AS350RM AllStar
- Eurocopter AS355F
- Fairchild Hiller FH-1100 (en)
- HESA Shahed 285
- Hughes OH-6 Cayuse
- MBB Bo 105
- MD Helicopters MD 500
- MD Helicopters MD 600
- MD Helicopters MH-6 Little Bird
- Northrop Grumman MQ-8 Fire Scout
- PZL Kania (en)
- PZL SW-4
- Schweizer 330/330SP
- Schweizer S-333
- Sikorsky S-76
- Kamov Ka-226

### Autres
- Loral GZ-22 (en) : dirigeable souple ;
- MTT Turbine Superbike (en) (moto).

## Caractéristiques techniques détaillées de quelques versions
Ouvrage de référence : Jane's All the World's Aircraft 1962-63.
Les puissances indiquées dans le tableau ci-dessous sont exprimées en horse-power (selon les normes américaines en vigueur), puisque ces moteurs sont fabriqués aux États-Unis. Il existe cependant une légère différence entre le horse-power et le cheval-vapeur :
- le cheval-vapeur (ch) vaut exactement 75 kgf.m/s (ou 542,476 lbf.ft/s), soient environ 735,5 W ;
- le horse-power (HP) vaut exactement 550 lbf.ft/s (ou 76,0402 kgf.m/s), soient environ 745,7 W.

| Modèle   | Longueur | Largeur | Hauteur | Masse  | Débit d'air | Taux de compression | Puissance au décollage | Gain  | Puissance continue |
| -------- | -------- | ------- | ------- | ------ | ----------- | ------------------- | ---------------------- | ----- | ------------------ |
| C20B/F/J | 986 mm   | 483 mm  | 571 mm  | 73 kg  | 1,23 kg/s   | 6,2 : 1             | 420 HP (313 kW) →      | 13,5% | 370 HP (276 kW)    |
| C20R     | 986 mm   | 528 mm  | 589 mm  | 78 kg  | 1,733 kg/s  | 7,9 : 1             | 450 HP (335 kW) →      | 18,4% | 380 HP (283 kW)    |
| B17D     |          |         |         | 90 kg  | 1,624 kg/s  | 7,2 : 1             | 420 HP (313 kW) →      | 13,5% | 370 HP (276 kW)    |
| B17F     |          |         |         | 93 kg  | 1,733 kg/s  | 7,9 : 1             | 450 HP (335 kW) →      | 18,4% | 380 HP (283 kW)    |
| C30M     | 1 041 mm | 555 mm  | 638 mm  | 113 kg | 2,54 kg/s   | 8,6 : 1             | 650 HP (485 kW) →      | 20,4% | 540 HP (403 kW)    |
| C30P/S   | 1 041 mm | 555 mm  | 638 mm  | 114 kg | 2,54 kg/s   | 8,6 : 1             | 650 HP (485 kW) →      | 29,7% | 501 HP (374 kW)    |
| C40B     | 1 040 mm | 555 mm  | 638 mm  | 127 kg | 2,77 kg/s   | 9,2 : 1             | 715 HP (533 kW) →      | 16,6% | 613 HP (457 kW)    |
| C47B/M   | 1 040 mm | 555 mm  | 638 mm  | 124 kg | 2,77 kg/s   | 9,2 : 1             | 650 HP (485 kW) →      | 8,33% | 600 HP (447 kW)    |
| C47E     | 1 091 mm | 630 mm  | 630 mm  | 133 kg |             | 9,2 : 1             | 700 HP (522 kW)        |       |                    |